# Almerinda Manzocchi
Almerinda Manzocchi, coneguda també com a Almerinda Manzocchi Granchi o Almerinda Granchi (? 1804 - Palerm, 1869), fou una cantant d'òpera italiana amb tessitura de mezzosoprano.
Dos germans d'Almerinda es van dedicar també a la música: Elisa, cantant, Mariano, compositor, i Giuseppe, baix i compositor conegut a Espanya com a José Manzocchi.
L'any 1825 va estrenar l'òpera L'ultimo giorno di Pompei, del compositor Giovanni Pacini. Del mateix compositor va estrenar l'any següent, 1826, l'òpera Niobe i l'any 1827 l'obra Margherita regina d'Inghilterra. També va estrenar les òperes Elvida (1826), Bianca e Gernando (1826), Il borgomastro di Saardam (1827), L'assedio di Calais (1836) i Roberto Devereux (1837) de Gaetano Donizetti. Per Saverio Mercadante va estrenar l'any 1834 l'òpera La gioventù di Enrico V. Vincenzo Bellini va escriure per ella a Palerm la cançó Guarda che bianca luna (1832).
Va cantar a Madrid, de 1834 a 1836, començant al Teatro de la Cruz l'òpera Anna Bolena de Donizetti l'any 1834. Després va cantar en 1835 al Teatro del Príncipe de Madrid l'òpera La sonnambula de Bellini i el paper de Norma a l'òpera homònima de Bellini. Va continuar la seva estada a Madrid, cantant diferents obres: I due Figaro de Mercadante, Caterina di Guisa de Carlo Coccia, Torquato Tasso de Donizetti, Otello de Rossini, La casa disabitata de Lauro Rossi, Olivo e Pasquale de Donizetti, Il castello di Kenilworth de Donizetti, La cenerentola i Il barbiere di Siviglia de Rossini. Algunes les va cantar en companyia de la seva germana Elisa, també cantant. A la capital espanyola s'hi va estar fins a finals de febrer de 1836.
La seva carrera de cantant es va desenvolupar entre 1825 i 1843. Va ser mare del compositor Salvatore Auteri-Manzocchi. A partir de 1840 el seu nom apareix als teatres amb el cognom del seu marit: Almerinda Granchi.
La Biblioteca Nacional d'Espanya conserva una partitura signada per Almerinda Manzocchi com a compositora.
Va morir a conseqüència d'una infecció de còlera l'any 1869, a la ciutat de Palerm.